# Heinola kyrkoby
Heinola kyrkoby (finska: Heinolan kirkonkylä) är en tätort (finska: taajama) i Heinola stad (kommun) i landskapet Päijänne-Tavastland i Finland. Fram till 1997 var Heinola kyrkoby centralorten för Heinola landskommun. Vid tätortsavgränsningen den 31 december 2021 hade Heinola kyrkoby 2 168 invånare och omfattade en landareal av 5,70 kvadratkilometer.
Heinola kyrkoby ligger cirka 5 kilometer norr om Heinola centraltätort.